# James Theuri
James Theuri (né James Kibocha Theuri le 30 octobre 1978 à Kanjinji au Kenya) est un athlète français d'origine kényane (naturalisé en mars 2006) spécialiste du marathon.
Son meilleur temps est de 2 h 10 min 39 s obtenu en 2009. Il abandonne lors du marathon des Championnats d'Europe d'athlétisme 2010.

## Cross-Country
- 2005 : Vainqueur des Championnats d'Ile de France à Franconville
- 2006 : Vice-champion de France
- 2007 : 3e du championnat de France
- 2008 : Vainqueur des interrégionaux du centre-est.
- 2009 : Champion d'Auvergne
- 2013 : Champion d'Auvergne
- 2014 : 3e du championnat de France
- 2016 : 3e du championnat de France cross court

## Marathon
- 2019 : Médaille de bronze en marathon par équipes aux Jeux mondiaux militaires de 2019 à Wuhan